# Лепанто (Арканзас)
Лепанто (англ. Lepanto) — місто (англ. city) в США, в окрузі Пойнсетт штату Арканзас. Населення — 1732 особи (2020).

## Географія
Лепанто розташоване за координатами 35°36′29″ пн. ш. 90°20′0″ зх. д. / 35.60806° пн. ш. 90.33333° зх. д. (35.608101, -90.333336).  За даними Бюро перепису населення США в 2010 році місто мало площу 3,99 км², уся площа — суходіл.

## Демографія
Згідно з переписом 2010 року, у місті мешкали 1893 особи в 776 домогосподарствах у складі 519 родин. Густота населення становила 474 особи/км².  Було 873 помешкання (219/км²). 
Расовий склад населення:
| - 80,6 % — білих - 14,8 % — чорних або афроамериканців - 0,1 % — корінних американців - 0,1 % — азіатів - 2,7 % — осіб інших рас |

До двох чи більше рас належало 1,7 %. Іспаномовні складали 4,3 % від усіх жителів.
За віковим діапазоном населення розподілялося таким чином: 24,1 % — особи молодші 18 років, 60,6 % — особи у віці 18—64 років, 15,3 % — особи у віці 65 років та старші. Медіана віку мешканця становила 39,9 року. На 100 осіб жіночої статі у місті припадало 92,4 чоловіків;  на 100 жінок у віці від 18 років та старших — 87,0 чоловіків також старших 18 років.
Середній дохід на одне домашнє господарство  становив 36 636 доларів США (медіана — 24 550), а середній дохід на одну сім'ю — 41 649 доларів (медіана — 31 250). Медіана доходів становила 36 731 долар для чоловіків та 25 433 долари для жінок. За межею бідності перебувало 34,4 % осіб, у тому числі 48,6 % дітей у віці до 18 років та 18,9 % осіб у віці 65 років та старших.
Цивільне працевлаштоване населення становило 678 осіб. Основні галузі зайнятості: освіта, охорона здоров'я та соціальна допомога — 21,4 %, виробництво — 18,3 %, роздрібна торгівля — 16,2 %.